# Kanun, la loi du sang
Pour plus de détails, voir Fiche technique et Distribution.
Kanun, la loi du sang est un thriller franco-belge réalisé par Jérémie Guez et sorti en 2022.

## Fiche technique
- Titre original : Kanun, la loi du sang
- Réalisation : Jérémie Guez
- Scénario : Jérémie Guez
- Musique : Lucas de Moidrey et Jeanne Trellu
- Photographie : Grimm Vandekerckhove
- Montage : Laurence Briaud
- Décors :
- Costumes : Lisa Sergeant
- Production : Aimée Buidine, Jérémie Guez, Dritan Huqi et Julien Madon
  - Coproducteur : Xavier Rombault
- Sociétés de production : Cheyenne Films et Polar Bear
- Société de distribution : Other Angle Pictures et The Jokers / Les Bookmakers
- Pays de production :  France et  Belgique
- Langue originale : français
- Format : couleur — 2,35:1
- Genre : Thriller
- Durée : 95 minutes
- Dates de sortie :
  - France : 7 décembre 2022

## Distribution
- Waël Sersoub : Lorik
- Tuğba Sunguroğlu : Sema
- Arben Bajraktaraj : Aleks
- Stilian Keli
- Sam Dagher
- Jeanne Abraham : la réceptionniste de la galerie